# غازي صلاح
غازي فيصل صلاح من مواليد 1965 هو مصارع عراقي. تنافس في سباق المصارعة الرومانية 57 كغم في أولمبياد صيف 1988.

## روابط خارجية
- غازي صلاح على موقع أوليمبيديا (الإنجليزية)